# Aeroportul El Mirador
Aeroportul El Mirador (IATA: PUX, ICAO: SCPV) este un aeroport din Provincia Llanquihue, Regiunea Los Lagos, Chile ce deservește zona Puerto Varas.
Situat la o altitudine de 136 m, aeroportul dispune de o singură pistă.